# Seillac
Seillac era una comuna francesa situada en el departamento de Loir y Cher, de la región de Centro-Valle de Loira, que el uno de enero de 2017 pasó a ser una comuna delegada de la comuna nueva de Valloire-sur-Cisse al unirse con las comunas de Chouzy-sur-Cisse y Coulanges.

## Demografía
| Gráfica de evolución demográfica de Seillac entre 1800 y 2014 |
|                                                               |

Los datos demográficos contemplados en este gráfico de la comuna de Seillac se han cogido de 1800 a 1999 de la página francesa EHESS/Cassini, y los demás datos de la página del INSEE.